# LX Близнецов
LX Близнецов (лат. LX Geminorum) — двойная затменная переменная звезда (E) в созвездии Близнецов на расстоянии (вычисленном из значения параллакса) приблизительно 16 464 световых лет (около 5 048 парсеков) от Солнца. Видимая звёздная величина звезды — от +16m до +15,4m. Орбитальный период — около 145,1 суток.
Открыта Куно Хофмейстером в 1968 году.

## Характеристики
Первый компонент — красная звезда спектрального класса M. Эффективная температура — около 3288 К.